# Arsène Gribomont
Arsène Marie Joseph Edouard Gribomont, né le 24 octobre 1878 à Bastogne et décédé dans la même ville le 8 avril 1956 fut un homme politique belge, membre du parti catholique.
Gribomont fut docteur en droit et avocat.
Il fut élu conseiller provincial de la province de Luxembourg (1921-1946) et député permanent (1934-); sénateur des arrondissements de la province de Luxembourg (1946-1956).

## Généalogie
- Il fut fils de Edouard (1850-1923) et Jeanne Dujardin (1858-1947).

## Sources
- Bio sur ODIS